# 帕塔尔宫
帕塔尔宫（西班牙語：El Palacio del Partal）是西班牙格拉纳达阿尔罕布拉宫建筑群内的一座宫殿建筑，最初建于14世纪初，是阿罕布拉现存最古老的古建筑。
帕塔尔宫是纳斯利德时代以来经历了最多变化的建筑之一。1492年征服之后，与邻近由使用西班牙君主的香桃木院和狮子庭院不同，帕塔尔宫由私人所有者改建为住宅。1891年移交给西班牙政府，然后与阿罕布拉历史遗址的其余部分合并。

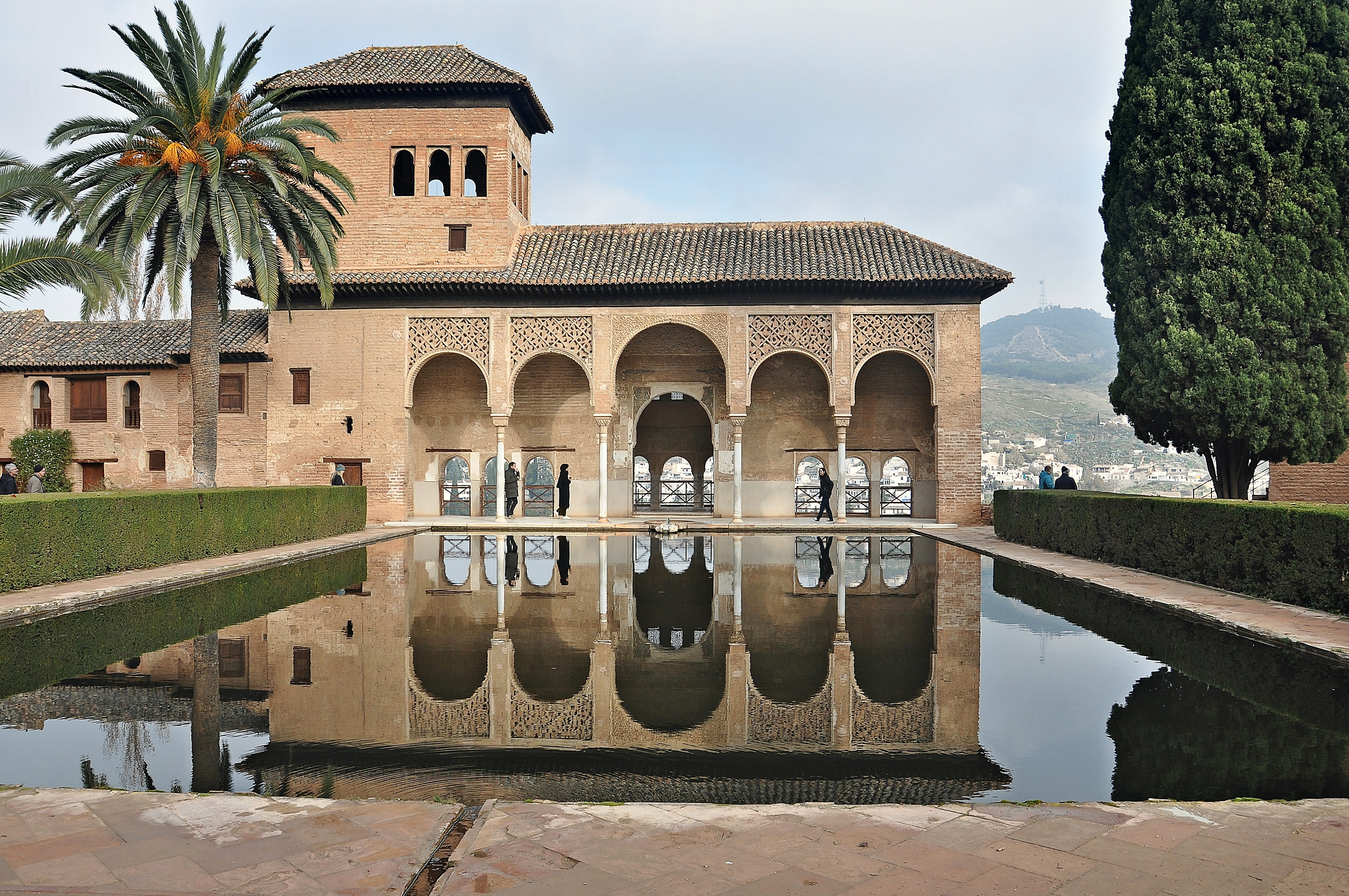
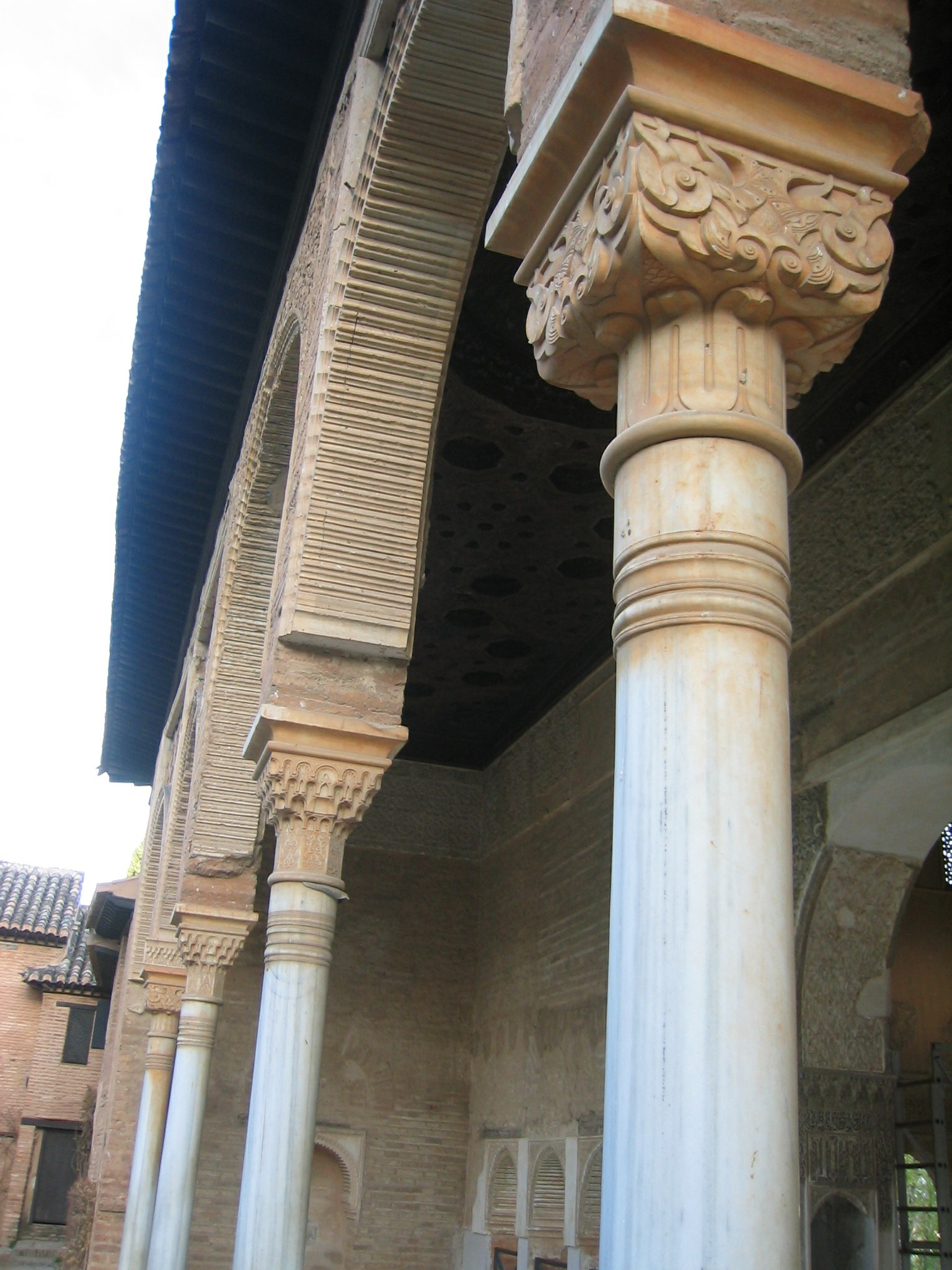
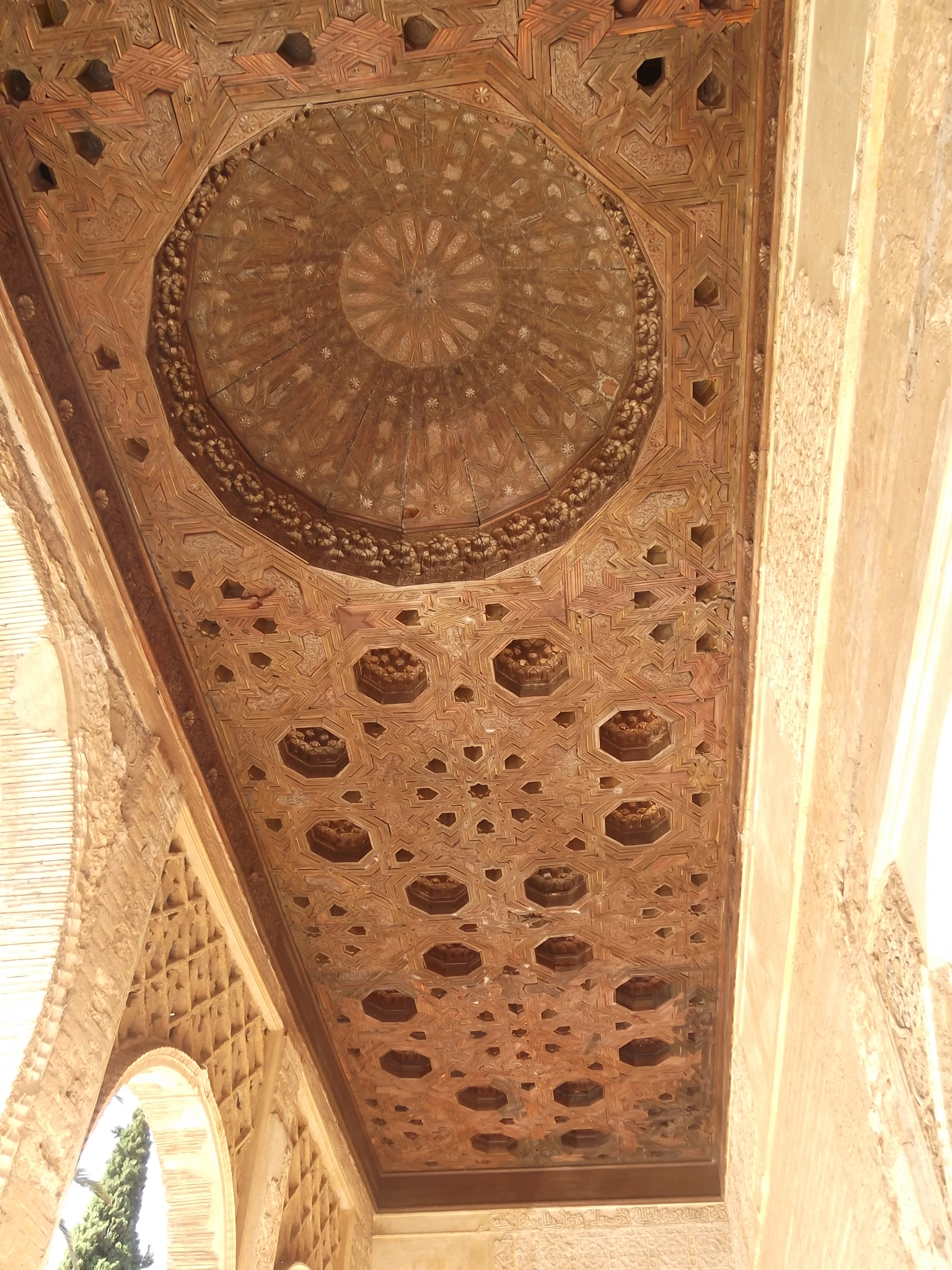
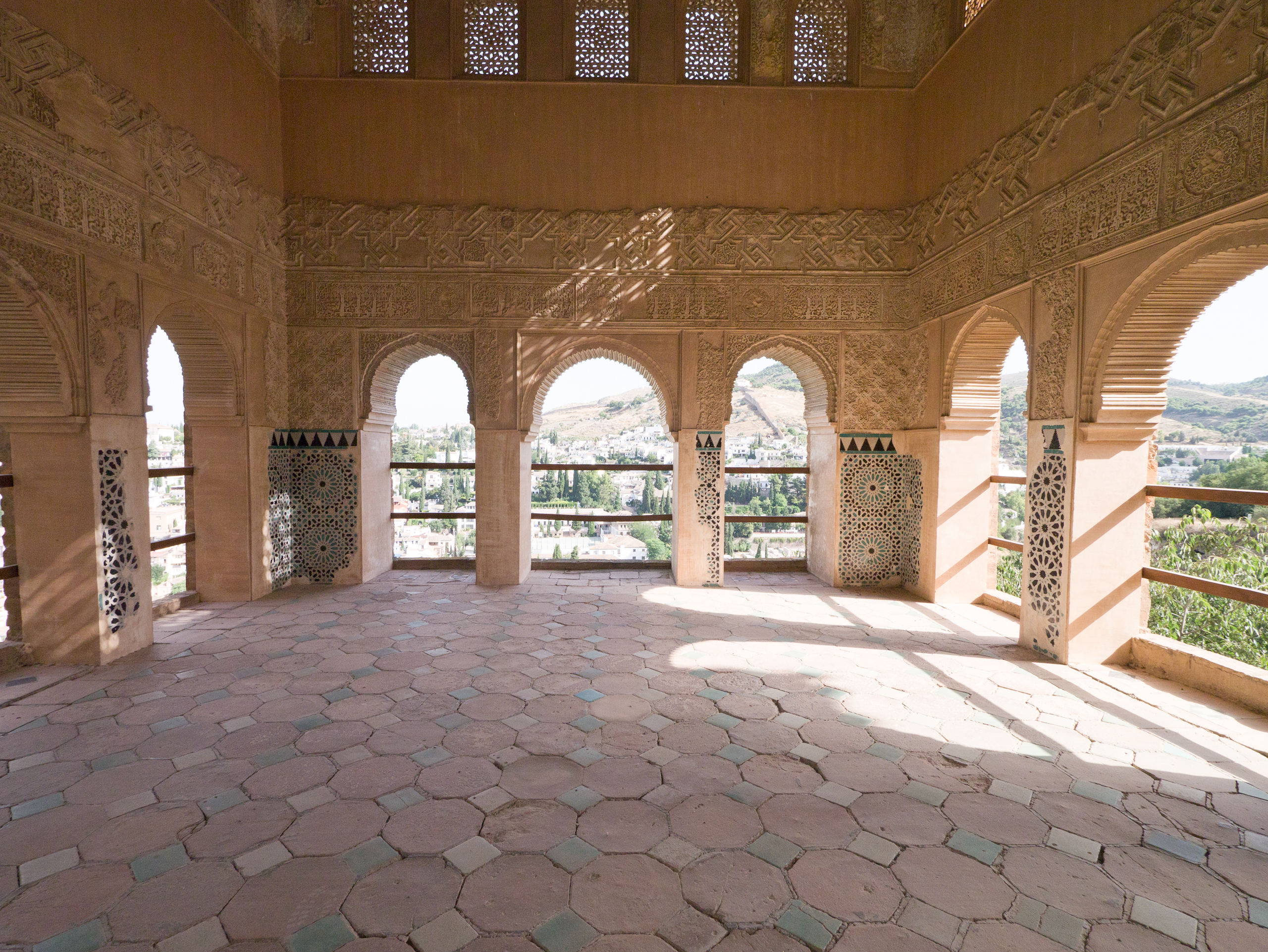
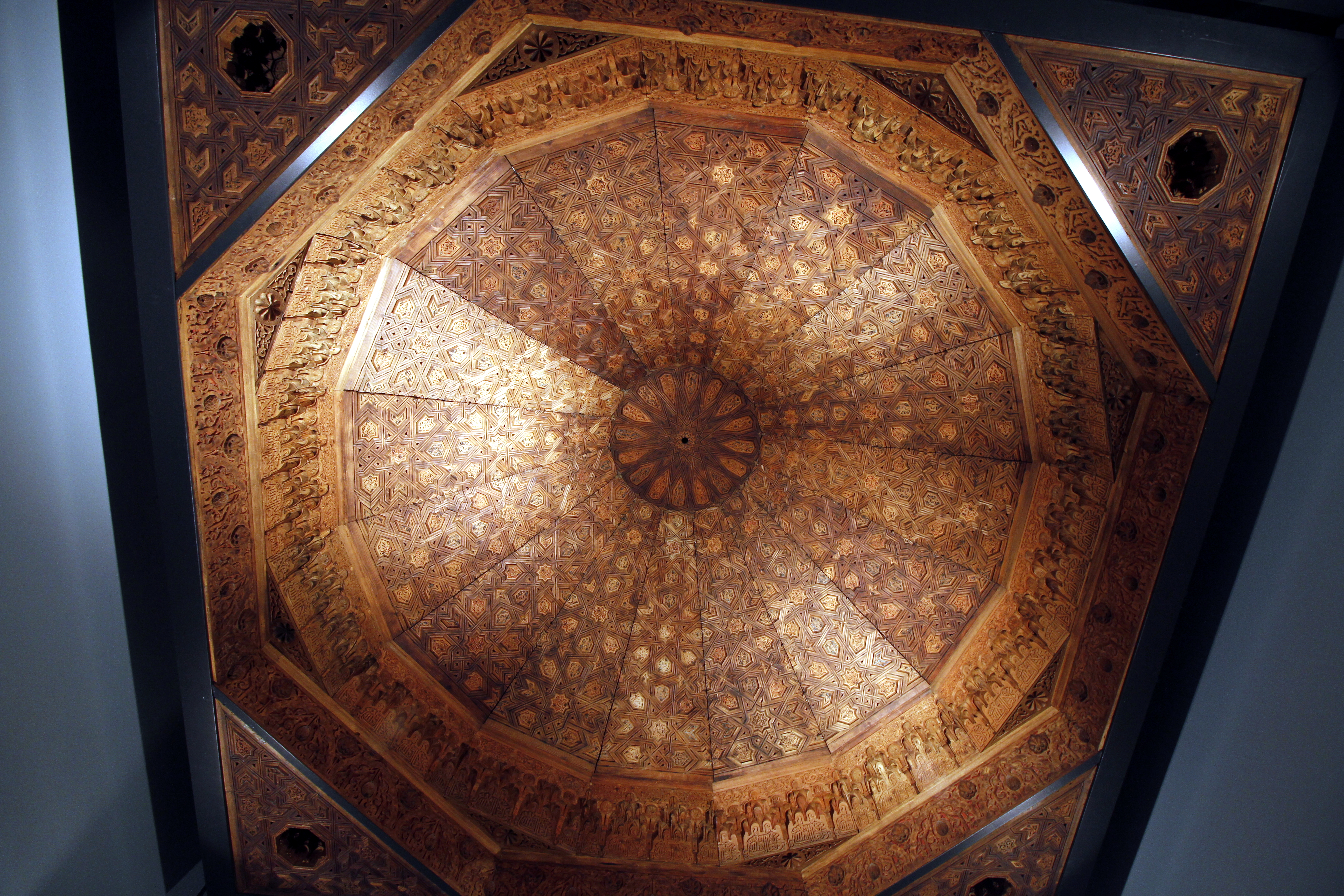
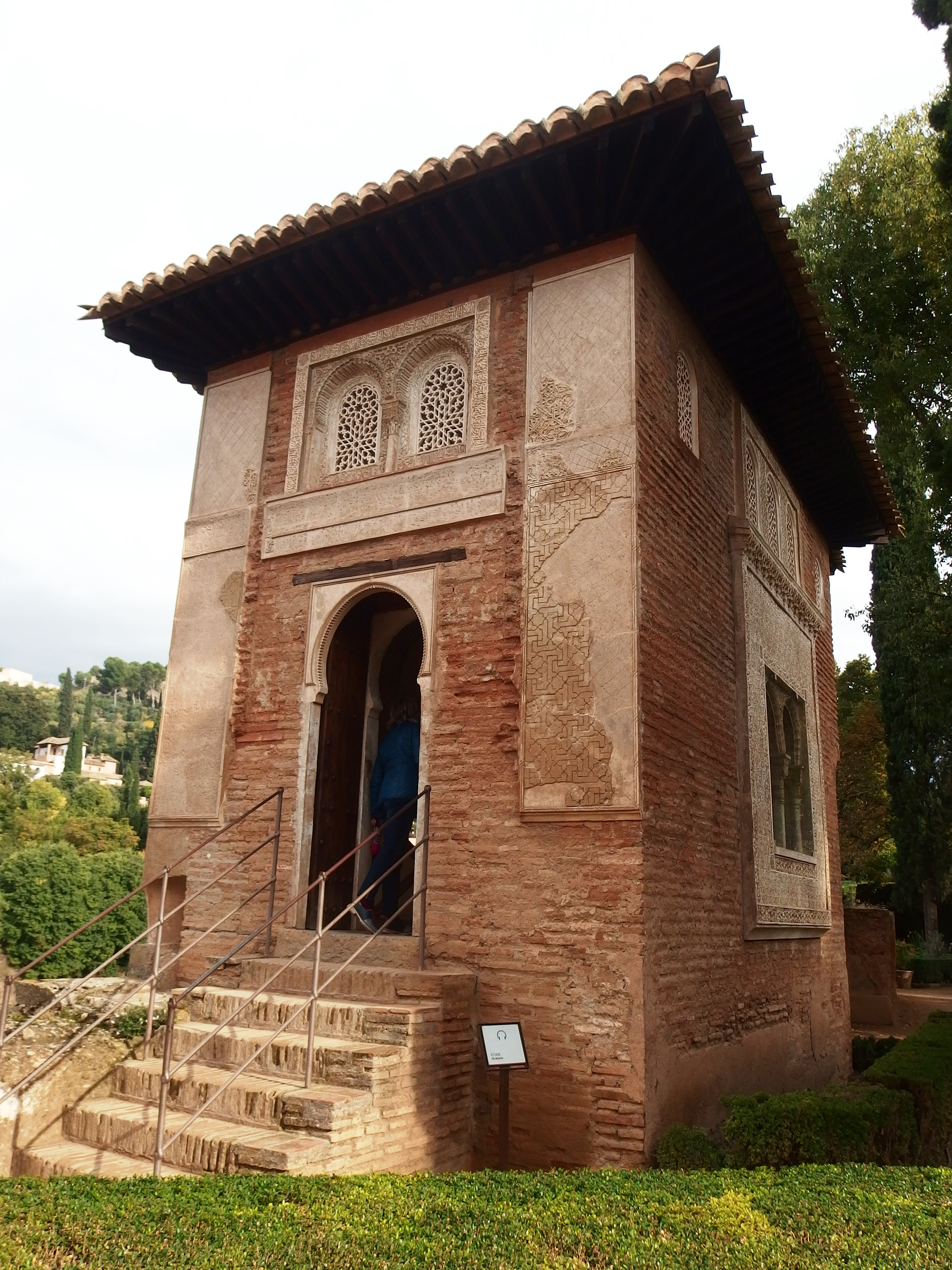
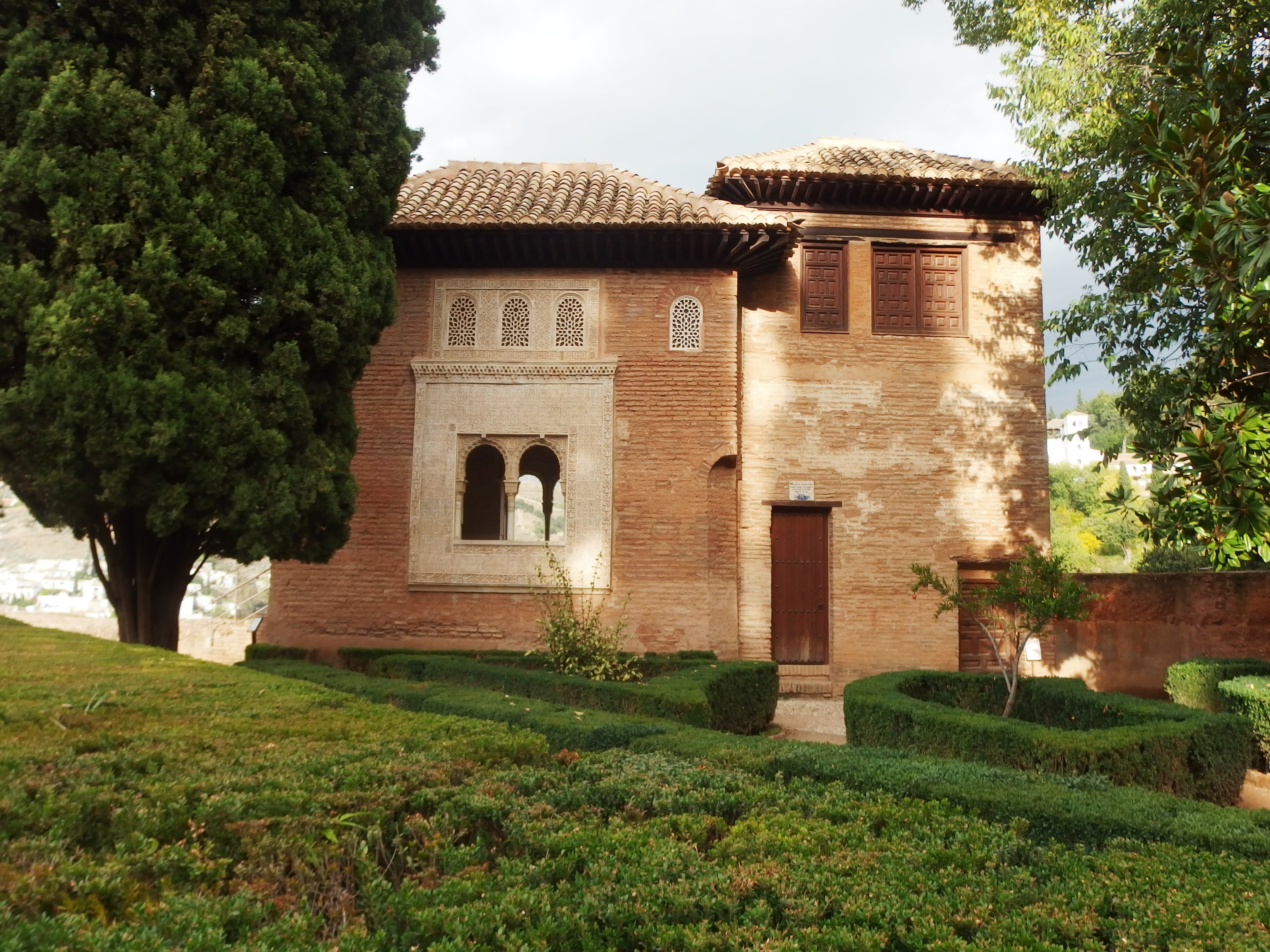
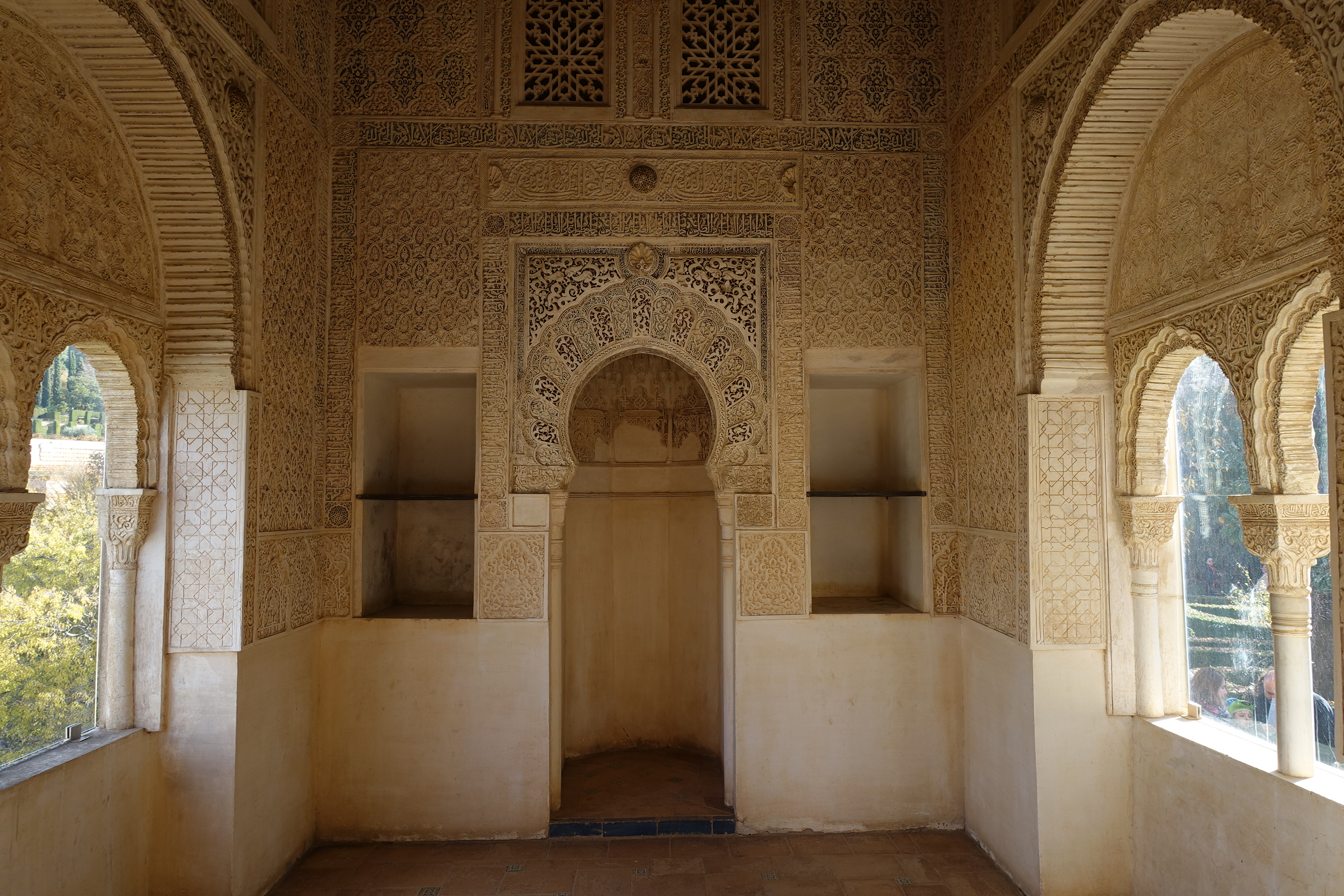
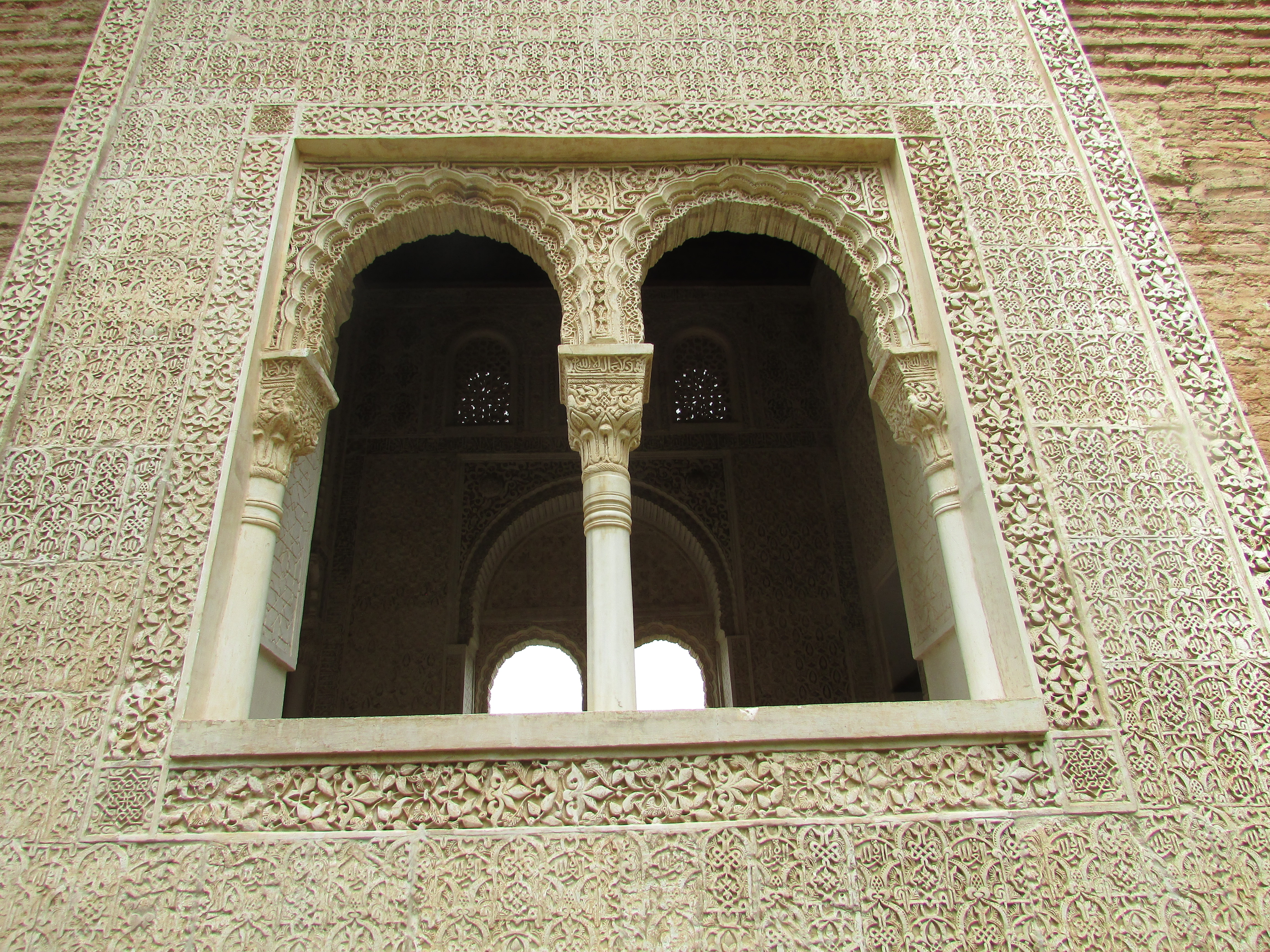
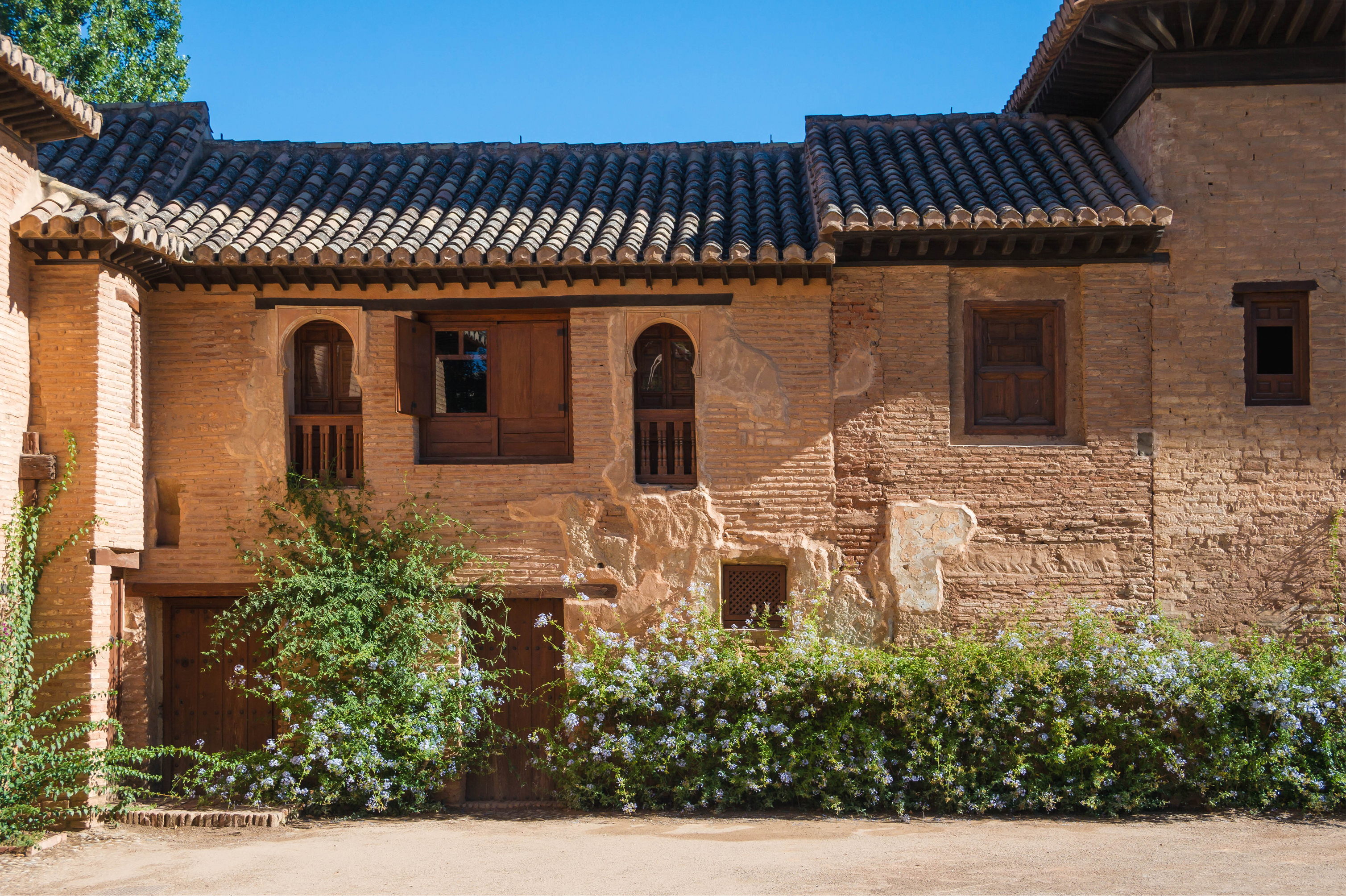